# Boehmeria japonica
Boehmeria japonica är en nässelväxtart som först beskrevs av Carl von Linné d.y., och fick sitt nu gällande namn av Friedrich Anton Wilhelm Miquel. Boehmeria japonica ingår i släktet Boehmeria och familjen nässelväxter.

## Underarter
Arten delas in i följande underarter:
- B. j. silvestrii
- B. j. tenera